# Natalija Njemtschynowa
Natalija Njemtschynowa (ukrainisch Наталія Нємчинова russisch, engl. Transkription Natalia Nemchinova; * 10. Juni 1975) ist eine ehemalige ukrainische Tennisspielerin.

## Karriere
Njemtschynowa gewann während ihrer Karriere einen Einzel- und zehn Doppeltitel des ITF Women’s Circuits. Auf der WTA Tour sah man sie erstmals im Hauptfeld bei den Moscow Ladies Open 1995, gemeinsam mit Anna Linkowa im Doppel. Sie verloren ihre Erstrundenbegegnung gegen Tatjana Ječmenica/Olena Tatarkowa mit 0:6 und 5:7.
Außerdem spielte sie 1997 für die ukrainische Fed-Cup-Mannschaft, konnte aber keine ihrer fünf Partien gewann.

## Erfolge

### Einzel

#### Turniersiege
| Nr. | Datum        | Turnier | Kategorie   | Belag           | Finalgegnerin | Ergebnis       |
| --- | ------------ | ------- | ----------- | --------------- | ------------- | -------------- |
| 1.  | Oktober 1995 | Samara  | ITF $10.000 | Teppich (Halle) | Anna Linkowa  | 6:4, 3:6, 7:63 |

### Doppel

#### Turniersiege
| Nr. | Datum          | Turnier        | Kategorie   | Belag             | Partnerin              | Finalgegnerinnen                            | Ergebnis        |
| --- | -------------- | -------------- | ----------- | ----------------- | ---------------------- | ------------------------------------------- | --------------- |
| 1.  | Oktober 1993   | Moskau         | ITF $10.000 | Hartplatz (Halle) | Jana Dorodnova         | Natalia Noreiko Maryna Szez                 | 6:75, 6:2, 6:3  |
| 2.  | Juni 1994      | Bytom          | ITF $10.000 | Sand              | Jewgenija Kulikowskaja | Talyna Bejko Tanja Tsiganii                 | 6:2, 3:6, 6:2   |
| 3.  | August 1994    | Horb am Neckar | ITF $10.000 | Sand              | Jewgenija Kulikowskaja | Martina Hautová Simona Nedorostová          | 6:2, 6:2        |
| 4.  | September 1994 | Mali Lošinj    | ITF $10.000 | Sand              | Olga Ivanova           | Blanka Kumbárová Aleksandra Olsza           | 6:3, 6:75, 7:65 |
| 5.  | Juni 1995      | Łódź           | ITF $10.000 | Sand              | Jewgenija Kulikowskaja | Teodora Nedewa Christina Zachariadou        | 6:72, 6:3, 6:3  |
| 6.  | Juli 1995      | Olsztyn        | ITF $10.000 | Sand              | Maryna Szez            | Katarzyna Malec Katarzyna Teodorowicz       | 6:2, 6:2        |
| 7.  | Juli 1995      | Toruń          | ITF $10.000 | Sand              | Monika Maštalířová     | Jana Macurová Milena Nekvapilová            | 6:3, 7:62       |
| 8.  | November 1995  | Moskau         | ITF $10.000 | Hartplatz (Halle) | Anna Linkowa           | Natalia Noreiko Maryna Szez                 | 6:2, 2:6, 6:3   |
| 9.  | Mai 1996       | Olsztyn        | ITF $10.000 | Sand              | Maryna Szez            | Cornelia Grünes Loretta Sheales             | 0:6, 6:0, 7:5   |
| 10. | September 1996 | Donezk         | ITF $10.000 | Sand              | Maria Marfina          | Angelina Zdorovitskaia Hanna Saporoschanowa | 6:4, 6:2        |

#### Finalteilnahmen
| Nr. | Datum          | Turnier     | Kategorie   | Belag           | Partnerin              | Siegerinnen                           | Ergebnis      |
| --- | -------------- | ----------- | ----------- | --------------- | ---------------------- | ------------------------------------- | ------------- |
| 1.  | Mai 1994       | Łódź        | ITF $10.000 | Sand            | Jewgenija Kulikowskaja | Valeria Strappa Valentina Solari      | 6:3, 5:7, 4:6 |
| 2.  | September 1994 | Bad Nauheim | ITF $10.000 | Sand            | Jewgenija Kulikowskaja | Renata Kochta Alena Vašková           | 3:6, 6:1, 4:6 |
| 3.  | Juni 1995      | Bytom       | ITF $10.000 | Sand            | Jewgenija Kulikowskaja | Teodora Nedewa Katarzyna Teodorowicz  | 2:6, 2:6      |
| 4.  | Oktober 1995   | Samara      | ITF $10.000 | Teppich (Halle) | Anna Linkowa           | Natalja Jegorowa Maria Marfina        | 1:6, 0:6      |
| 5.  | Juli 1998      | Charkiw     | ITF $10.000 | Sand            | Natalia Bondarenko     | Tatiana Kovalchuk Nadseja Astrouskaja | 1:6, 6:3, 1:6 |